# Шарпвил
Шарпвил је град који се налази између два велика индустријска града, Фандербајпарка и Веренигинга, у јужном Гаутенгу у Јужној Африци. Шарпвил је једно од најстаријих од шест општина у Вал троуглу. Име је добио по Џону Лили Шарпу који је у Јужну Африку дошао из Глазгова, у Шкотској, као секретар Stewarts & Lloyds-а. Шарп је 1932. изабран у Градско веће Веренигинга и обављао је функцију градоначелника од 1934. до 1937. године.
Главни разлог за оснивање Шарпвила било је пресељење људи са „Top Location“ у област удаљену од Веренигинга, јер се сматрало да су црнци превише близу Веренигинга за удобност. Будући да је пројекат био намењен само премештању становника „Top Location“, а не смештању додатних људи, није ублажио стамбену несташицу. Оно што је било планирано као петогодишњи пројекат расељавања почевши од 1935, заправо је трајало 20 година. Године 1941. у „Top Location” живело је 16.000 људи. Градња кућа почела је тек 1942. године. За Шарпвил је коришћена подекономска стамбена шема. Вода је била бесплатна, али је 14 кућа делило једну славину, а у општини су постојала два купалишта. До 1946. године неке од кућа су имале своје славине и купатила. Град се прво звао „Sharpe Native Township“, али се променио у Шарпвил 1950-их.

## Место у историји Јужне Африке
Применом Закона о групним областима 21 владе апартхејда из 1950. године, процењено је да је преко 3,5 милиона Јужноафриканаца насилно протерано од 1960. до 1982. године. Од становника „Top Location“, Црнци су премештени у Шарпвил, Обојени у Рус-тер-Вал и Индијанци у Рошни. Индијанци су били последња етничка група која је напустила „Top Location“, а последњи становници пресељени су у Рошни 1974. године. У 2004. години, становницима „Top Location“ је исплаћена накнада за губитак имовине и земље, а свим бившим становницима или издржаваним лицима исплаћен је износ од 60.000 јужноафричких ранда по кући.
21. марта 1960. догодио се Шарпвилски покољ када је ПАК (Панафрички конгрес) организовао протест у којем су црни Африканци покушали да предају полицији своје књижице захтеване за апартхејд и које су им ограничавале да иду у одређена подручја. Иако је маса била мирна током целог дана, преко 70 белих официра и мушкараца јужноафричке полиције (САП), њих 13 наоружаних митраљезима, пуцало је из непосредне близине (највише од три до пет метара) према сведочењу полиције). Надлежни официр им је наредио да пуцају. Према званичним подацима које је тада објавила влада премијера Хенрика Верворда, полиција је убила 69 Африканаца, а 180 ранила. Сви ови људи су били дугогодишњи становници Шарпевила. Ниједан није био „радник мигрант“.
Нова књига објављена 2024. године и заснована на опсежним истраживањима у полицијским документима које држи Јужноафрички национални архив у Преторији сада је показала да је „69 убијених и 180 повређених“ било тешко пребројавање и да је у ствари била полицијска лаж. Користећи ова полицијска документа која су првобитно настала 1960, 1961. и 1962. године, двојица аутора сада показују да је број убијених 21. марта 1960. био најмање 91, а вероватно и више, а да је број повређених, од којих су многи доживотно осакаћени, био најмање 238. Ови исти записи такође садрже најмање 250 изјава сведока прикупљених од становника Шарпвила 1961. и 1962. године, а све су дате под заклетвом и потврђене од стране полиције у то време. Имена и године свих жртава су забележени у овој новој књизи написаној од стране Ненси Л. Кларк и Вилијам Х. Воргер.
Шарпвил је такође био место убиства 1984. које је довело до хапшења, суђења и контроверзних смртних казни (касније преиначених) Шарпвилске шесторке.
Симболично, Нелсон Мандела је потписао јужноафрички устав у Шарпвилу 10. децембра 1996. године. Такође је отворио "Шарпвилски Меморијални Комплекс" у част жртвама Шарпвилског покоља 1960. Дан 21. март се сада слави као Међународни дан за елиминацију расне дискриминације.